# Trasestrada
Trasestrada (llamada oficialmente Santo Estevo de Trasestrada) es una parroquia del municipio español de Riós, en la provincia de Orense, Galicia.

## Toponimia
La parroquia también es conocida por los nombres de San Esteban de Trasestrada y San Estevo de Trasestrada.

## Etimología
El nombre de Trasestrada parece hacer referencia a la proximidad del Camino Real entre Castilla y las Rías Bajas. También se especula que pueda guardar relación con la vía romana que pasaba por este territorio.[cita requerida]

## Geografía
Trasestrada se sitúa en el fondo de un valle fluvial formado por el río Lamas y sus afluentes (principalmente el río de A Veiguiña). 

## Organización territorial
La parroquia está formada por diez entidades de población:
- Cortegada
- Domez (Domiz)
- La Iglesia (A Eirexa)
- Mirones (Mirós)
- Pedroso (Pedrosa)
- Sarreaus
- Souto (O Souto)
- Trasverea (San Pedro de Trasverea)
- Valfarto
- Veiguiña (A Veiguiña)

## Demografía
| Gráfica de evolución demográfica de Trasestrada entre 2000 y 2023 |
|                                                                   |
| Datos según el nomenclátor publicado por el INE.                  |

## Economía
Las principales actividades económicas son el cultivo de la patata y el maíz, y antiguamente el trigo y la cebada, complementado con el cultivo de la castaña. También se practica la ganadería bovina, y en otros tiempos hubo una extensa ganadería ovina. El cultivo del lino, todavía frecuente a comienzos del siglo XX, ha desaparecido en la actualidad.

## Patrimonio
Destaca la iglesia de San Esteban de Trasestrada, con un gran retablo barroco, realizado, según consta en una inscripción del año 1746, siendo abad el licenciado Luis Cobelas.
En el templo destacan los hermosos guardapolvos, y tallas de ángeles y motivos vegetales, así como las tallas de San Esteban y Santa Teresa, a la que tenían gran devoción los miembros de la casa de Alba, de la que dependía esta iglesia. 
Según el estudioso Pérez Constanti, el escultor Alonso Martínez realizó en 1602 un retablo para esta parroquia, al igual que con una imagen de Nuestra Señora, hoy desaparecidos.
En el museo del obispado de Orense podremos admirar una imagen de la Virgen con el Niño procedente de esta parroquia. Prueba de su riqueza es la abundante orfebrería, en la que destaca una cruz procesional, hecha en 1807 por el platero Ortiz.

## Festividades
Su patrón es San Esteban.